# Síndrome de Netter
El síndrome de Netter o síndrome de Musset-Netter es una oclusión de la cavidad uterina secundaria a una endometritis tuberculosa. Puede ocurrir en una mujer prepúber causando sinequias y amenorrea primaria, o bien en una mujer en edad reproductora, causando esterilidad.